# Intel Tick-Tock
Tick-Tock (tictac en español) es un modelo adoptado por el fabricante de chips Intel Corporation desde 2007, para seguir cada cambio de la microarquitectura de una contracción de tecnología del proceso de fabricación anterior. Cada tic es una contracción de la tecnología de proceso de la microarquitectura anterior y cada tac es una nueva microarquitectura. Cada año, se espera que sea un tic o un tac, aunque actualmente Intel ya no está siguiendo este modelo debido a los problemas para mejorar los nodos de fabricación para disminuir el nivel de integración por debajo de los 14 nm. Ahora es más bien un tictac seguido de un refresco de procesadores.